# Mario Calderara
Mario Calderara (ur. 10 października 1879 w Weronie, zm. 18 marca 1944) – włoski lotnik i wynalazca. W 1912 roku zaprojektował, zbudował i z powodzeniem sam obleciał największy na świecie aeroplan. 
Calderara od najmłodszych lat pasjonował się lataniem. Służył we włoskiej marynarce wojennej. Zainspirowany szybowcami Otto Lilienthala, przekonał włoską marynarkę wojenną, aby pozwoliła mu na eksperymenty z szybowcami na wodzie. Po wielu ryzykownych i zakończonych fiaskiem próbach startowania z wody, postanowił wziąć sześciomiesięczny urlop z wojska i zająć się studiami w Paryżu wraz z producentem samolotów Gabrielem Voisinem.
W 1919 roku Calderara wystosował podanie do admiralicji o pozwolenie budowy nowego typu samolotu, który mógłby startować i lądować na wodzie. W tamtych czasach wodnosamoloty jeszcze nie istniały, poza francuskim modelem, zaprojektowanym przez Fabre, który posiadał wiele wad. Latanie było wielką pasją Calderary.
Calderarę, podobnie jak wielu innych pionierów, trudno było przestraszyć. Kiedy dowiedział się o sukcesach braci Wright, napisał do nich, prosząc o poradę techniczną. Był mile zaskoczony, gdy otrzymał odpowiedź.
Po wybuchu I wojny światowej, Mario Calderara został pozbawiony domu pod Paryżem, ponieważ Francuzi uznali go za własność wroga. Rodzina poniosła dalsze straty finansowe, a Calderara zmarł nagle we śnie w wieku 65 lat w 1944 roku.